# ファーストビット
株式会社ファーストビット（英: 1stbit Co, Ltd.）とは、スマートフォン向けサイト、アプリ開発事業、PCサイト向けシステム開発・提供を主な業務とするインターネットサービス企業である。
2003年、安田善之（現・株式会社ファーストビット　代表取締役社長）が、伊藤哲也（現・株式会社ファーストビット　取締役副社長）と共に設立。

## 事業内容
- スマートアプリ開発
- スマートフォンサイト制作
- Webサイト制作・開発
- PCサイト向けシステム開発・提供
- LINEスタンプ制作
- グラフィックコンテンツ制作
- 企業の経営合理化及びコンピュータ利用に関するコンサルティング業務
- コンピュータに関するソフトウェアの企画・設計・開発・販売・保守
- 各種マーケティング業務
- インターネットを利用した各種情報提供サービス

## 沿革
- 2003年 - 創業者・安田善之（現・株式会社ファーストビット代表取締役社長）によって有限会社ファーストビット設立
- 2005年 - 自己増資により株式会社化株式会社ファーストビットに社名変更。
- 2006年 - 7月、現所在地（千代田区九段南3-7-14）へ移転
- 2020年 - 12月、現所在地（千代田区神田司町2-13）へ移転